# Tenania
Tenaniʻa (c. 1770–1814) là quốc vương đảo Huahine. Ông trở thành vua năm 1793 sau khi ám sát người anh cùng cha khác mẹ của mình Teriitaria I. Ông thoái vị năm 1810 và truyền ngôi cho em ông, Quốc vương Mahine Teheiura.